# Rezerwat przyrody Czeremski
Rezerwat przyrody „Czeremski” (ukr. Черемський природний заповідник) – rezerwat przyrody o powierzchni 2975,7 ha, położony na zachodniej Ukrainie, na Polesiu, utworzony 19 grudnia 2001 roku. Rezerwat położony jest w północnej części maniewickiego rejonu, w obwodzie wołyńskim, 6 km na północ od wsi Zamoście, tuż przy granicy z obwodem rówieńskim. Rezerwat Czeremski jest rezerwatem wodno-torfowiskowym, w skład którego wchodzą bagna, jeziora i lasy. Został on utworzony w celu ochrony unikatowych kompleksów roślinnych typowych dla ukraińskiego Polesia. Na terenie rezerwatu ochroną objęto 44 gatunki zwierząt oraz 36 gatunków roślin wpisanych do Czerwonej Księgi Ukrainy, m.in.:
- flora: obuwik pospolity, rosiczka pośrednia, wątlik błotny, widlicz spłaszczony, wroniec widlasty
- fauna: bocian czarny, żuraw, rybołów, ryś, głuszec

Lasy pokrywają około 65%, a bagna 34% powierzchni rezerwatu. Ponadto znajdują się tu dwa niewielkie jeziora: Czeremskie (powierzchnia 7,7 ha, głębokość do 7 m) i Redycze (powierzchnia 11 ha, głębokość do 4,5 m).